# Orden und Ehrenzeichen des Russischen Kaiserreiches

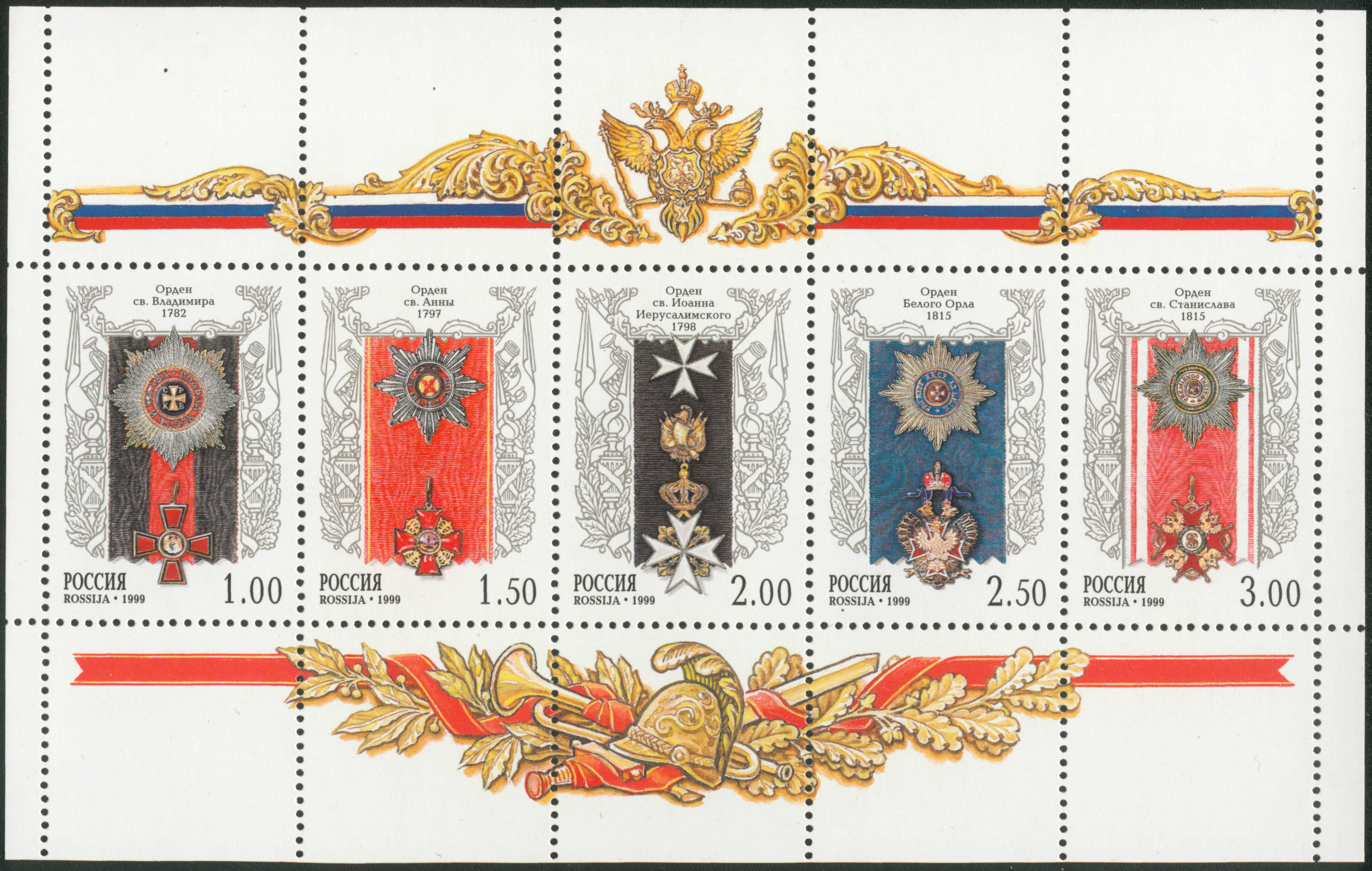
Briefmarke mit den Ordensdekorationen des Wladimir-, Annen-, Johannes-, Weißen-Adler- und Stanislausordens (v. l. n. r.)

Das Russische Kaiserreich entwickelte erst im 18. Jahrhundert ein eigenes System von Orden und Ehrenzeichen. Im Zarentum wurden als Ehrenzeichen Geschenke wie der Ehrenpelz, das Goldene Schwert für Tapferkeit oder Goldmedaillen vergeben. Das orthodoxe Christentum kennt keine eigenständigen Ordensgemeinschaften, somit auch keine Ritterorden. Erst Peter I. stiftete 1698 nach Vorbild des französischen Ordens vom Heiligen Geist den Orden des Heiligen Andreas des Erstberufenen, benannt nach dem Schutzheiligen von Russland. 1711 stiftete er zu Ehren seiner Frau den Damenorden der Heiligen Katharina, deren Großmeisterin immer die Zariza war. Als diese als Katharina I. 1725 den Thron bestieg, stiftete sie den Orden des Heiligen Alexander Newski als Verdienstorden. Ihre Nachfolgerin Katharina II. stiftete nach dem Vorbild des Militär-Maria-Theresien-Ordens 1769 den Orden des Heiligen Georg als Militärverdienstorden. Eine Besonderheit war die Teilung der Großkreuze in Ritter I. und Ritter II. Klasse und die Benennung der Ritter nach ihrer Stufe (Ritter I. bis IV. Klasse). Er war damit auch der erste vierstufige Verdienstorden der Welt. 1782 stiftete sie auch den Orden des Heiligen Wladimir nach demselben Muster. Sie war damit Großmeisterin von fünf weltlichen Orden, was eine außergewöhnlich hohe Zahl darstellte. Als Paul von Holstein, seit 1762 Großmeister des Annenordens, 1796 als Paul I. Zar wurde, machte er diesen zum Haupt-Verdienstorden Russlands. Der Annenorden wurde in drei Klassen geteilt, das Goldene Schwert wurde zum Insigne der Ritter III. Klasse. Der Georgsorden und der Wladimirorden wurden nicht verliehen. 1798 übersiedelte der Malteserorden nach Russland, Paul wurde faktisch Großmeister. Der Orden des Heiligen Johannes von Jerusalem war bis zu seinem Tod der höchste Orden und einziger Ritterorden des Kaiserreichs. Alexander I. führte die Verleihung von Georgs- und Wladimirorden wieder ein und stiftete eine weitere Klasse des Annenordens. Nach dem Novemberaufstand in „Kongresspolen“ wurden auch die polnischen Orden vom Weißen Adler und St. Stanislaus in das russische Ordenssystem eingefügt.
Die Orden wurden auch von der Russischen Republik verliehen und nach der Oktoberrevolution abgeschafft. Von Stalin wurde der zaristische Alexander-Newski-Orden als Orden der Sowjetunion wiedereingeführt, der Andreas-, der Georgs- und der Katherinenorden in der Russischen Föderation von den Präsidenten Jelzin, Putin bzw. Medwedew.

## Ordenshierarchie
An der Spitze der russischen Orden standen der Andreas-Orden und der Katharinenorden. Der Wladimirorden I. Klasse wurde nur für besondere Verdienste vom Zaren verliehen. Die Rangfolge der regulär zu erreichenden Orden und Ordensklassen war daher:
- Ritter des Ordens des Heiligen Alexander Newski
- Ritter des Weißen Adlerordens
- Ritter II. Klasse des Ordens des Heiligen Wladimir
- Ritter I. Klasse des Ordens der Heiligen Anna
- Ritter I. Klasse des Ordens des Heiligen Stanislaus
- Ritter III. Klasse des Ordens des Heiligen Wladimir
- Ritter IV. Klasse des Ordens des Heiligen Wladimir
- Ritter II. Klasse des Ordens der Heiligen Anna
- Ritter II. Klasse des Ordens des Heiligen Stanislaus
- Ritter III. Klasse des Ordens der Heiligen Anna
- Ritter III. Klasse des Ordens des Heiligen Stanislaus

Der Georgsorden ist nicht aufgeführt, da er, wie der Annenorden IV. Klasse, nur für militärische Verdienste verliehen wurde. Seine Träger waren in der Regel denen der entsprechenden Klasse des Wladimirordens gleichgestellt.

## Russische Orden nach Gründungsdatum
- Orden des Heiligen Andreas des Erstberufenen vom 10. Dezember 1698
- Russischer Orden der Heiligen Katharina von 1711
- Alexander-Newski-Orden vom 21. Mai 1725
- Russischer Orden des Heiligen Georg vom 26. November 26. Novemberjul. / 7. Dezember 1769greg.
- Orden des Heiligen Wladimir vom 22. Septemberjul. / 3. Oktober 1782greg.
- Russischer Orden der Heiligen Anna von 1797 (1735–1797 Holsteinischer Hausorden)
- Orden des Heiligen Johannes von Jerusalem von 1798 (davor Johanniterorden, ab 1801 Malteserorden)
- Kaiserlich-Königlicher Orden vom Weißen Adler von 1831 (1705–1831 polnischer Orden)
- Sankt-Stanislaus-Orden von 1831 (1765–1831 polnischer Orden)
- Orden des Roten Kreuzes für Frauen und Jungfrauen vom 11. April 1878

## Ehrenzeichen nach Gründungsdatum
- Goldenes Schwert für Tapferkeit
- Kreuz von Ismail, 11. Dezemberjul. / 22. Dezember 1790greg.
- Georgskreuz 1807
- Medaille von 1807 am Georgenband
- Kreuz für Pasardschik 1818
- Medaille 1812
- Medaille 1814
- Medaille für den Einzug in Paris 1816
- Medaille für die Feldzüge in Persien 1828
- Marienauszeichnung 1828
- Medaille für die Feldzüge in der Türkei 1830
- Medaille für die Erstürmung Warschaus 1831
- Medaille „Für die Verteidigung Sewastopols“ (1856)